# 3e régiment de uhlans (royaume du Congrès)
Pour les articles homonymes, voir 3e régiment.
Le 3e régiment de uhlans est une unité de cavalerie polonaise faisant partie de l'armée du royaume du Congrès. 

## Historique

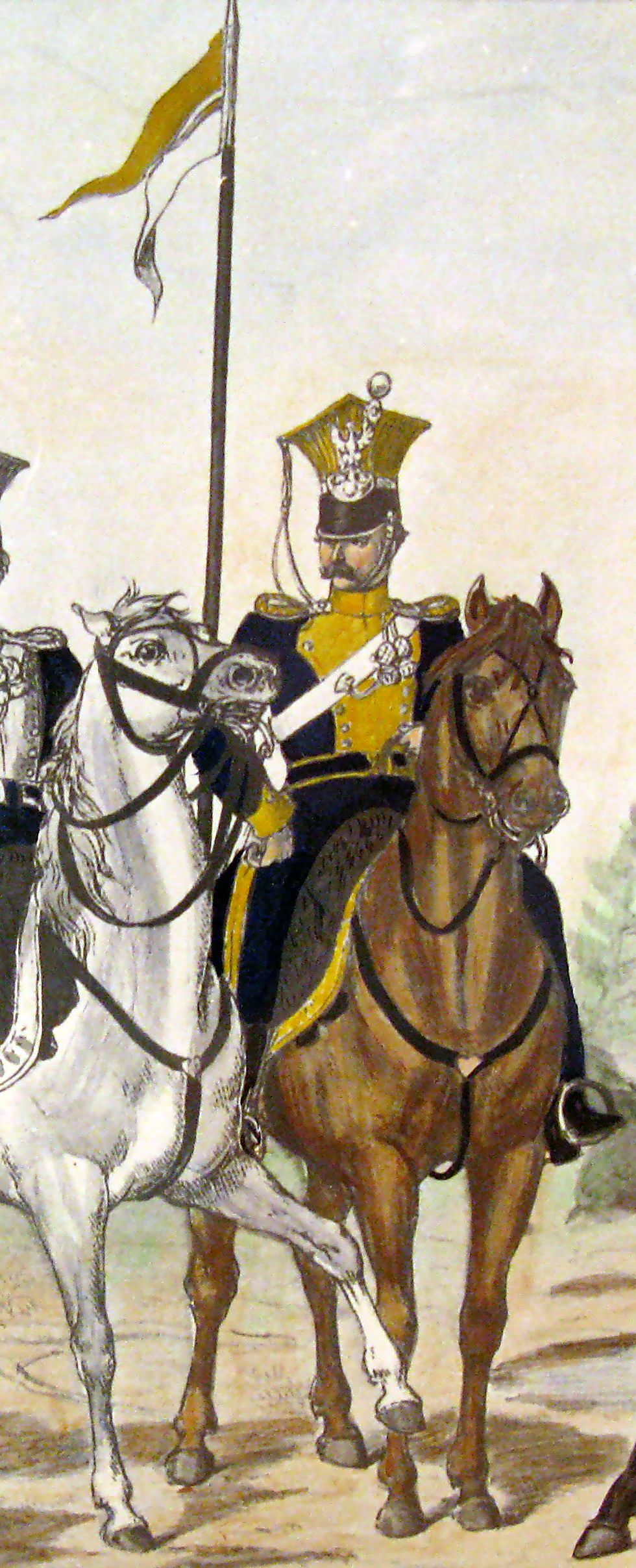
Uhlan du 3e régiment pendant l'insurrection de Novembre.

Le régiment est mis sur pied en 1815. 
À sa création, il comprend quatre escadrons d'active et un escadron de réserve. Il se répartit en deux « divisions » (formation rassemblant plusieurs escadrons de cavalerie), la première étant constituée des 1er et 2e escadrons et la seconde des 3e et 4e escadrons. Chaque escadron est divisé en deux demi-escadrons, chaque demi-escadron en deux pelotons et chaque peloton en deux sections. Un peloton peut également se subdiviser en trois roty ou escouades. 
Le régiment est intégré à la 1re brigade de la division de uhlans du royaume du Congrès. Au cours de l'insurrection de novembre 1830, le 4e uhlans participe à de nombreuses batailles parmi lesquelles Stoczek, Dobra, Nowa Wieś, Grochów, Wawer et Ostrołęka. Pour sa valeur au combat, une croix de chevalier, 16 croix d'or et 15 croix d'argent lui sont distribuées. 
Après l'échec du soulèvement, l'unité est dissoute dans la voïvodie de Podlachie, plus précisément à Międzyrzec pour l'état-major et le 1er escadron, Biała pour le 2e escadron, Łomazy pour le 3e escadron, Terespol pour le 4e escadron et enfin Mordy pour l'escadron de réserve.

## Chefs de corps
Le commandement du régiment est exercé par les officiers suivants :
- Colonel Karol Madaliński
- Colonel Michał Korytowski (de 1818 au 1er février 1831)
- Lieutenant-colonel Ludwik Chmielewski (du 1er février au 8 avril 1831),
- Lieutenant-colonel Karol Pawłowski
- Lieutenant-colonel Marcin Żółkiewski.

## Uniformes

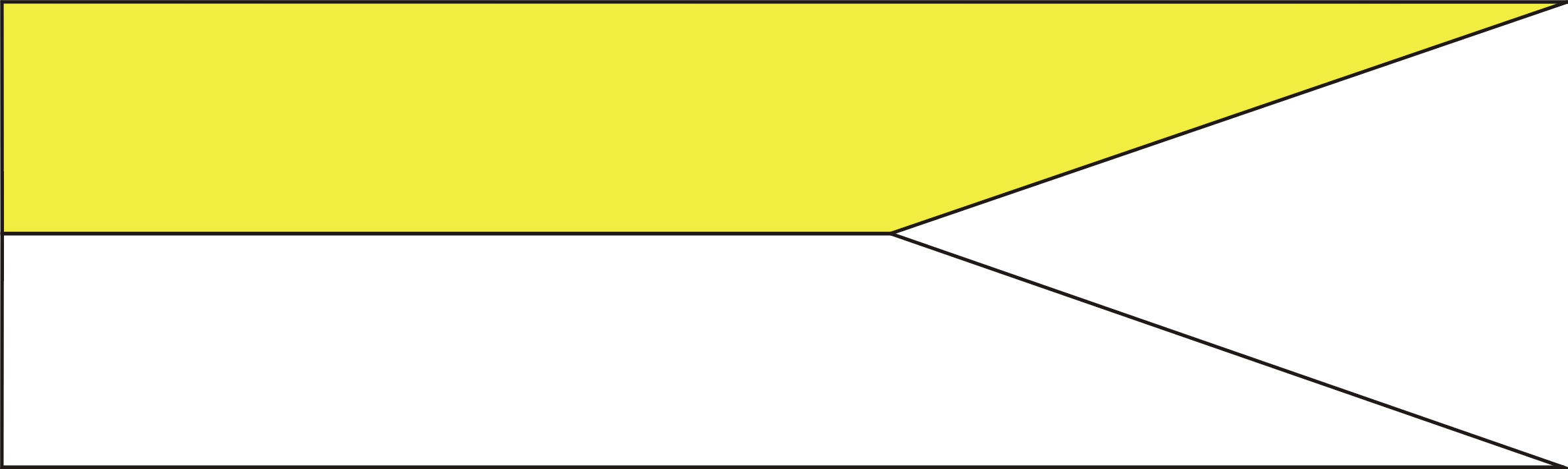
Fanion du 3e régiment de uhlans.

La couleur distinctive du régiment est le jaune. L'habit (kurtka) est bleu marine avec revers, passepoils et col jaunes. Le chapska est également jaune. 
La flamme surmontant les lances des soldats est jaune et blanche.